# Bryn Forbes
Bryn Jerrel Forbes (Lansing, Míchigan, 23 de julio de 1993) es un baloncestista estadounidense, que actualmente pertenece a la plantilla del Aris BC de la A1 Ethniki griega. Con 1,88 metros de estatura, juega en la posición de base.

## Trayectoria deportiva

### Universidad
Jugó dos temporadas con los Vikings de la Universidad Estatal de Cleveland, en las que promedió 14,1 puntos, 3,3 rebotes y 1,4 asistencias por partido. En 2013 decidió ser transferido a los Spartans de la Universidad Estatal de Míchigan, debido a que quería estar cerca de su hijo y cerca de un familiar suyo con problemas de salud, y por ello evitó la regla de la NCAA de permanecer un año en blanco. Jugó dos temporadas más, en las que promedió 11,3 puntos y 1,7 rebotes por partido. fue debutante del año de la Horizon League en 2013 e incluido en el segundo mejor quinteto de la conferencia al año siguiente. Posteriormente, en 2016 sería incluido también en el segundo mejor quinteto de la  Big Ten Conference.

#### Estadísticas
| Año     | Equipo         | PJ  | PT  | MPP  | %TC  | %3P  | %TL  | RPP | APP | ROB | TPP | PPP  |
| ------- | -------------- | --- | --- | ---- | ---- | ---- | ---- | --- | --- | --- | --- | ---- |
| 2012–13 | Cleveland      | 32  | 18  | 28.3 | .433 | .389 | .804 | 3.5 | 1.2 | .8  | .0  | 12.7 |
| 2013–14 | Cleveland      | 32  | 32  | 34.4 | .434 | .424 | .826 | 3.1 | 1.7 | .8  | .0  | 15.6 |
| 2014–15 | Michigan State | 39  | 24  | 26.2 | .447 | .427 | .808 | 1.4 | 1.0 | .6  | .1  | 8.5  |
| 2015–16 | Michigan State | 35  | 34  | 28.1 | .481 | .481 | .840 | 2.1 | 1.5 | .4  | .0  | 14.4 |
| Total   | Total          | 138 | 108 | 29.1 | .449 | .435 | .821 | 2.5 | 1.3 | .6  | .1  | 12.6 |

### Profesional
Tras no ser elegido en el Draft de la NBA de 2016, disputó las ligas de verano con San Antonio Spurs, equipo con el que firmó contrato el 14 de julio, formando parte finalmente de los quince que iniciaron la temporada 2016-17.
Después de cuatro años en San Antonio, los últimos dos como titular, el 22 de noviembre de 2020 ficha por Milwaukee Bucks.
El 20 de julio de 2021 consiguió, con los Bucks, su primer anillo de campeón tras vencer a los Phoenix Suns en las Finales de la NBA.
Tras rechazar su opción de jugador, el 3 de agosto de 2021, firma como agente libre con San Antonio Spurs por $4,8 millones y 2 años. Pero el 18 de enero de 2022 es traspasado a Denver Nuggets en un acuerdo a tres bandas.
El 3 de julio de 2022 firma un contrato por 1 año y $2,3 millones con Minnesota Timberwolves. El 9 de febrero de 2023 es cortado del equipo después de que los Timberwolves adquirieran a Mike Conley y Nickeil Alexander-Walker por medio de un traspaso.
El 18 de julio de 2025 fichó por el Aris BC de la A1 Ethniki griega.

## Estadísticas de su carrera en la NBA
|  | Denota temporada en la que ganó un Campeonato de la NBA |

### Temporada regular
| Año     | Equipo      | PJ  | PT  | MPP  | %TC  | %3P  | %TL   | RPP | APP | ROB | TPP | PPP  |
| ------- | ----------- | --- | --- | ---- | ---- | ---- | ----- | --- | --- | --- | --- | ---- |
| 2016-17 | San Antonio | 36  | 0   | 7.9  | .364 | .321 | .833  | .6  | .6  | .0  | .0  | 2.6  |
| 2017-18 | San Antonio | 80  | 12  | 19.0 | .421 | .390 | .667  | 1.4 | 1.0 | .4  | .0  | 6.9  |
| 2018-19 | San Antonio | 82  | 81  | 28.0 | .456 | .426 | .885  | 2.9 | 2.1 | .5  | .0  | 11.8 |
| 2019-20 | San Antonio | 63  | 62  | 25.1 | .417 | .388 | .833  | 2.0 | 1.7 | .5  | .0  | 11.2 |
| 2020-21 | Milwaukee   | 70  | 10  | 19.3 | .473 | .452 | .770  | 1.6 | .6  | .3  | .0  | 10.0 |
| 2021-22 | San Antonio | 40  | 1   | 16.9 | .432 | .417 | .898  | 1.6 | 1.0 | .4  | .1  | 9.1  |
| 2021-22 | Denver      | 35  | 1   | 17.4 | .424 | .410 | .921  | .9  | 1.0 | .2  | .1  | 8.6  |
| 2022-23 | Minnesota   | 25  | 0   | 10.7 | .361 | .304 | 1.000 | .6  | .7  | .3  | .1  | 3.6  |
| Total   | Total       | 431 | 167 | 19.9 | .436 | .410 | .826  | 1.7 | 1.2 | .4  | .0  | 8.8  |

### Playoffs
| Año   | Equipo      | PJ | PT | MPP  | %TC  | %3P  | %TL   | RPP | APP | ROB | TPP | PPP  |
| ----- | ----------- | -- | -- | ---- | ---- | ---- | ----- | --- | --- | --- | --- | ---- |
| 2017  | San Antonio | 6  | 0  | 12.2 | .286 | .222 | 1.000 | 1.0 | .5  | .0  | .2  | 3.3  |
| 2018  | San Antonio | 4  | 0  | 13.5 | .294 | .222 | .714  | .8  | .5  | .0  | .0  | 4.3  |
| 2019  | San Antonio | 7  | 7  | 30.3 | .482 | .484 | .667  | 3.6 | 1.0 | .1  | .1  | 10.7 |
| 2021  | Milwaukee   | 20 | 0  | 13.7 | .411 | .371 | .750  | 1.4 | .3  | .1  | .1  | 6.6  |
| 2022  | Denver      | 5  | 0  | 15.2 | .400 | .364 | .800  | .6  | 1.4 | .2  | .0  | 4.0  |
| Total | Total       | 42 | 7  | 16.4 | .407 | .376 | .771  | 1.5 | .6  | .1  | .1  | 6.3  |

## Vida personal
El 15 de febrero de 2023 fue arrestado en San Antonio como sospechoso de haber cometido agresión con lesiones corporales. Se reportó que el jugador había discutido con su pareja, Elsa Jean, a quien luego golpeó varias veces. Fue llevado a la prisión del condado de Bexar, de la cual salió tras abonar una fianza de $2500. Los cargos en su contra fueron retirados en julio, después de que solicitara con éxito un programa de intervención previa al juicio ofrecido por el condado.
Casi un año después del primer incidente, el 13 de febrero de 2024, fue arrestado nuevamente en San Antonio, sospechoso de un delito grave de tercer grado por estrangular a un miembro familiar. De acuerdo a la periodista Mariah Medina de News 4 San Antonio, Forbes fue hasta la casa de la madre de sus dos hijos, donde la golpeó antes de estrangularla. Se estableció una fianza de $7500 por el caso.